# Paesaggio

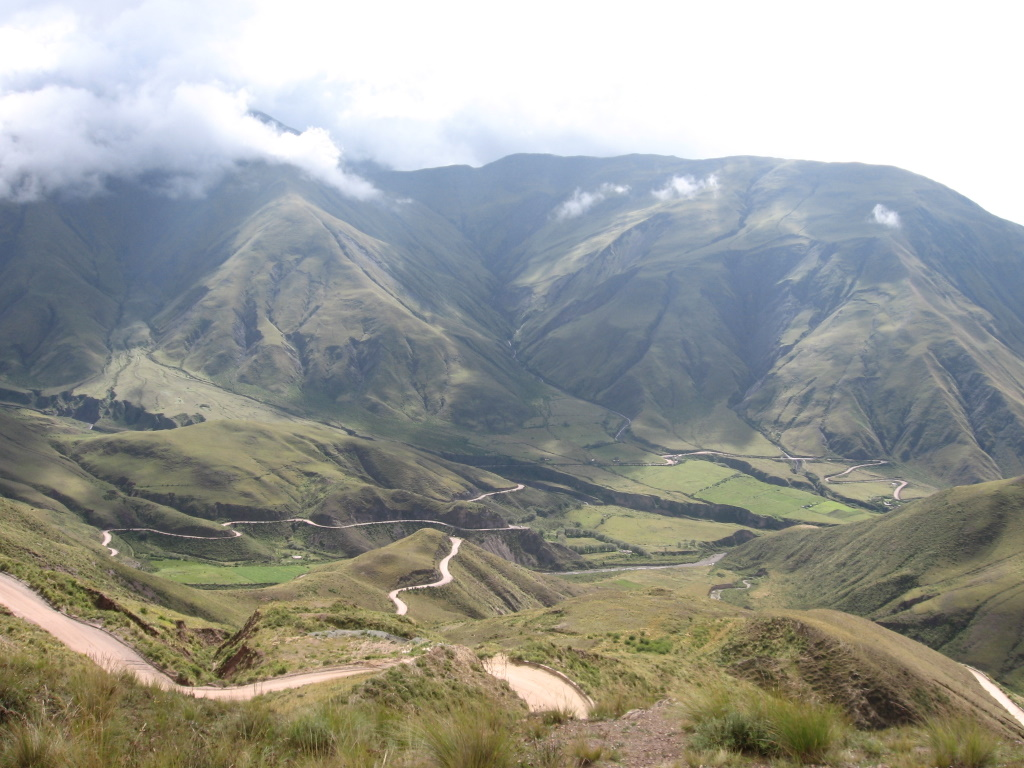
Il paesaggio della Cuesta del Obispo, Argentina

Il paesaggio è una porzione di territorio come appare abbracciata dallo sguardo di un osservatore. Il termine è usato soprattutto per vedute caratterizzate da bellezze naturali o da interesse storico, artistico o ecologico. In geografia indica anche la conformazione del territorio stesso, come risulta dall'insieme degli aspetti naturali e antropici.
Il termine deriva da paese sul modello del francese paysage, composto da pays, "terra, regione", e il suffisso -age, che tende a dare l'idea di collettivo, globale. Pays deriva a sua volta dal latino pango "conficcare pioli", "delimitare". Nell'italiano del 1500, paese vien usato per descrivere la pittura proveniente dal nord Europa e il realismo di certe vedute paesaggistiche che cominciavano a diffondersi in quelle zone.
È interpretato culturalmente e oggetto di studio in ambiti di ricerca differenti e spesso non comunicanti, esposto a significati talmente ampi, variegati e molteplici da rendere arduo qualsiasi tentativo di circoscrizione. A seguire sono illustrate le accezioni principali.

## L'accezione percettiva

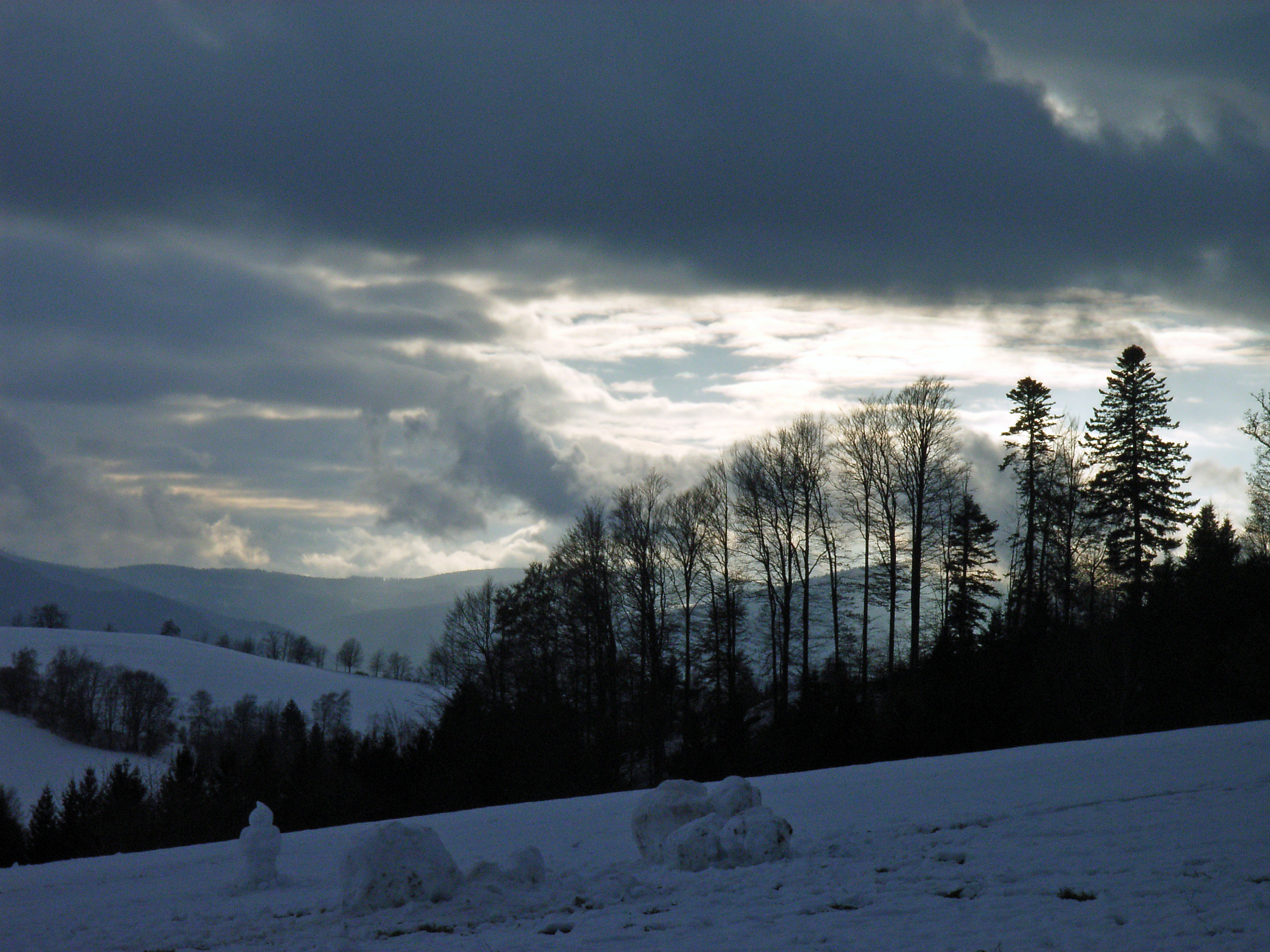
Paesaggio invernale

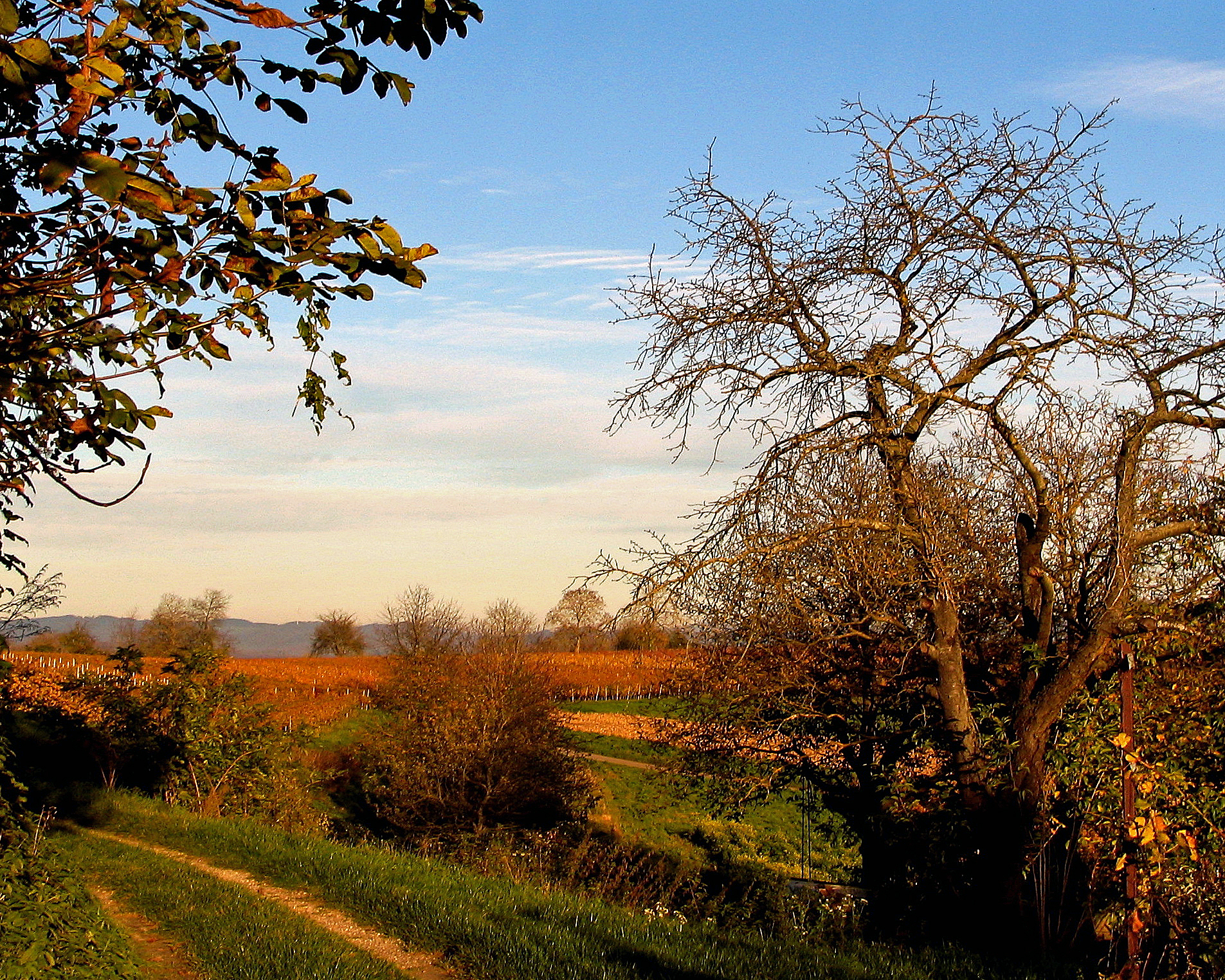
Paesaggio d'autunno

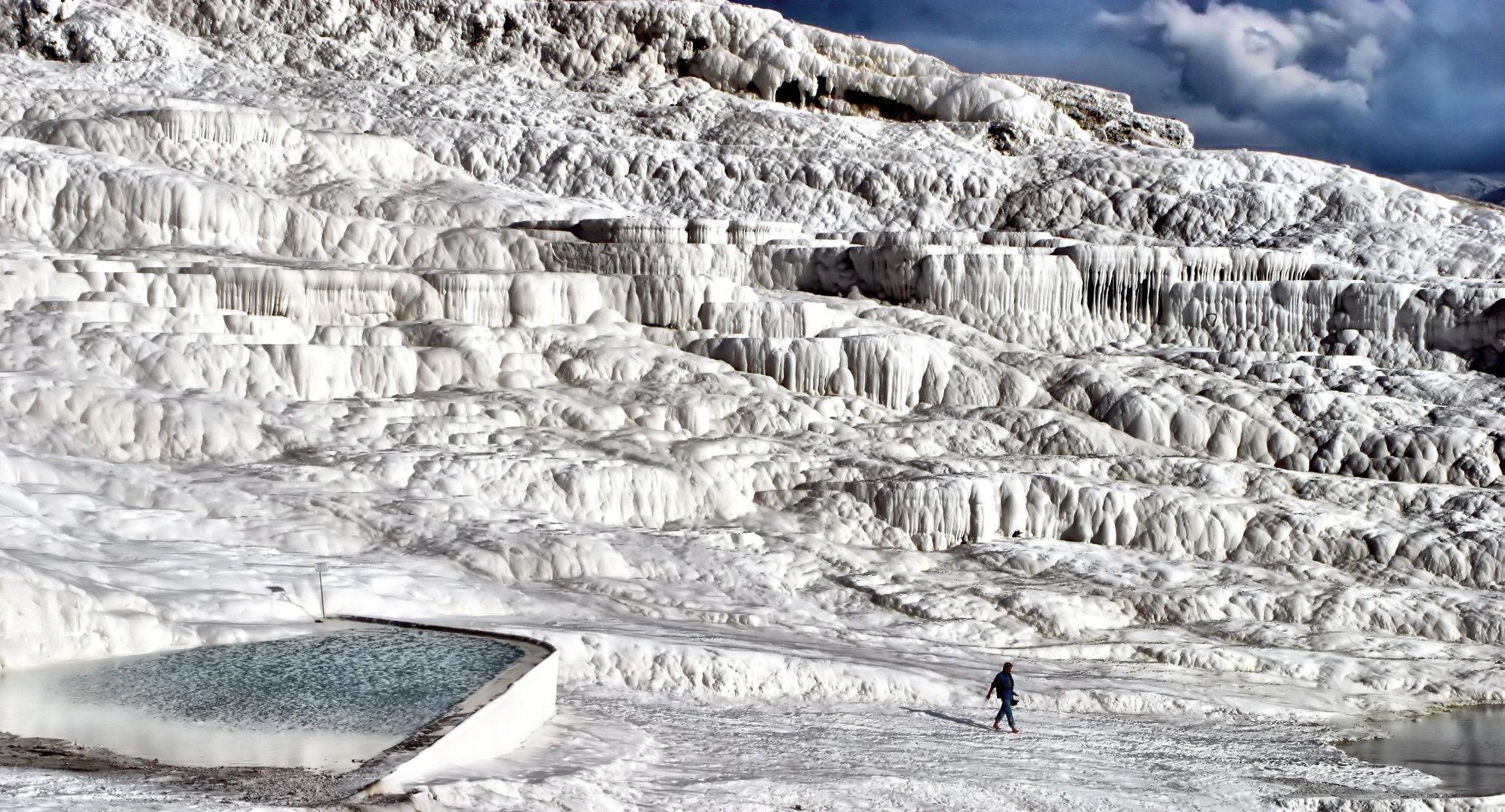
Il paesaggio delle cascate termali di Pamukkale, in Turchia, patrimonio dell'umanità

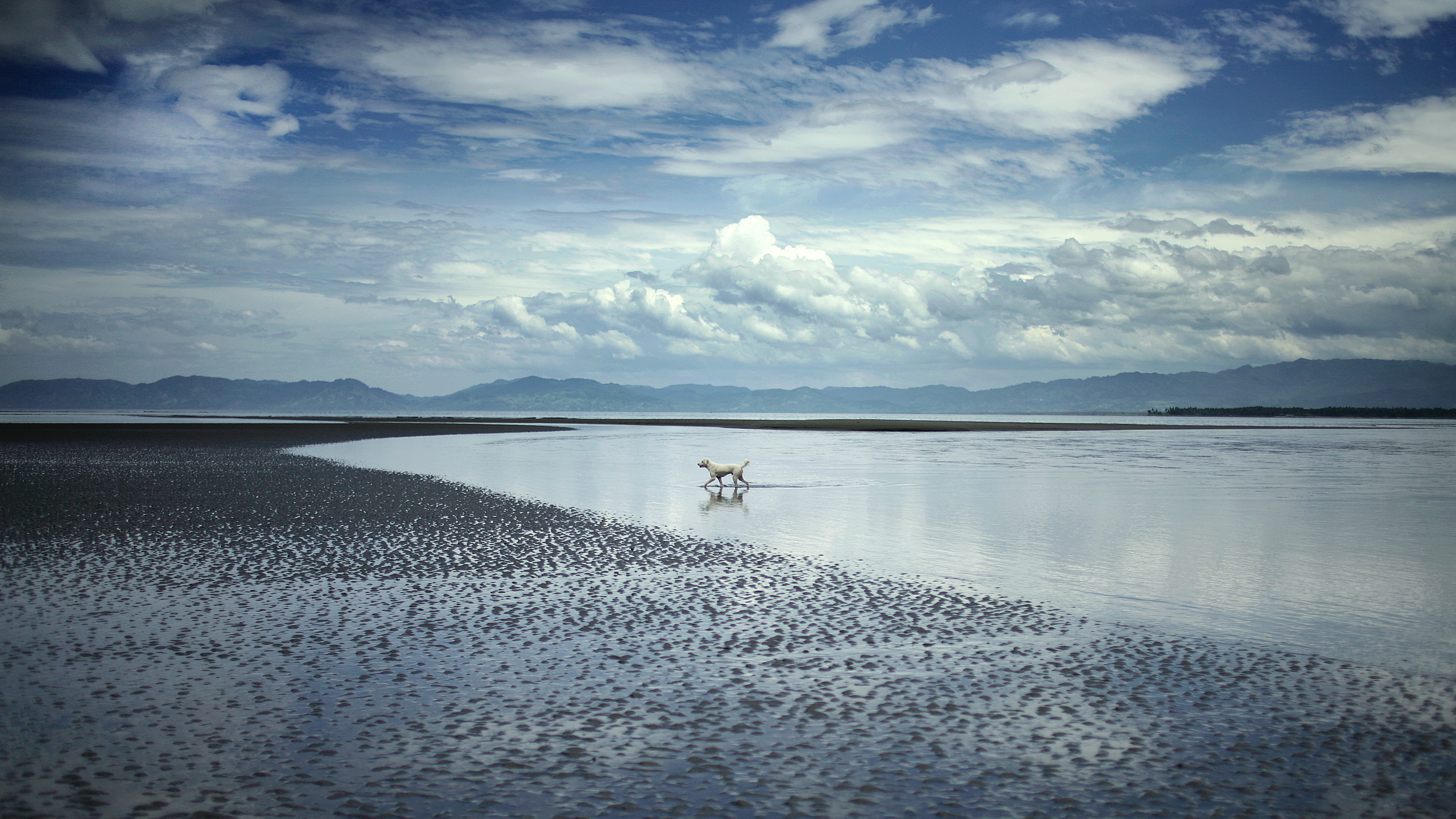
Paesaggio marino a Mindanao

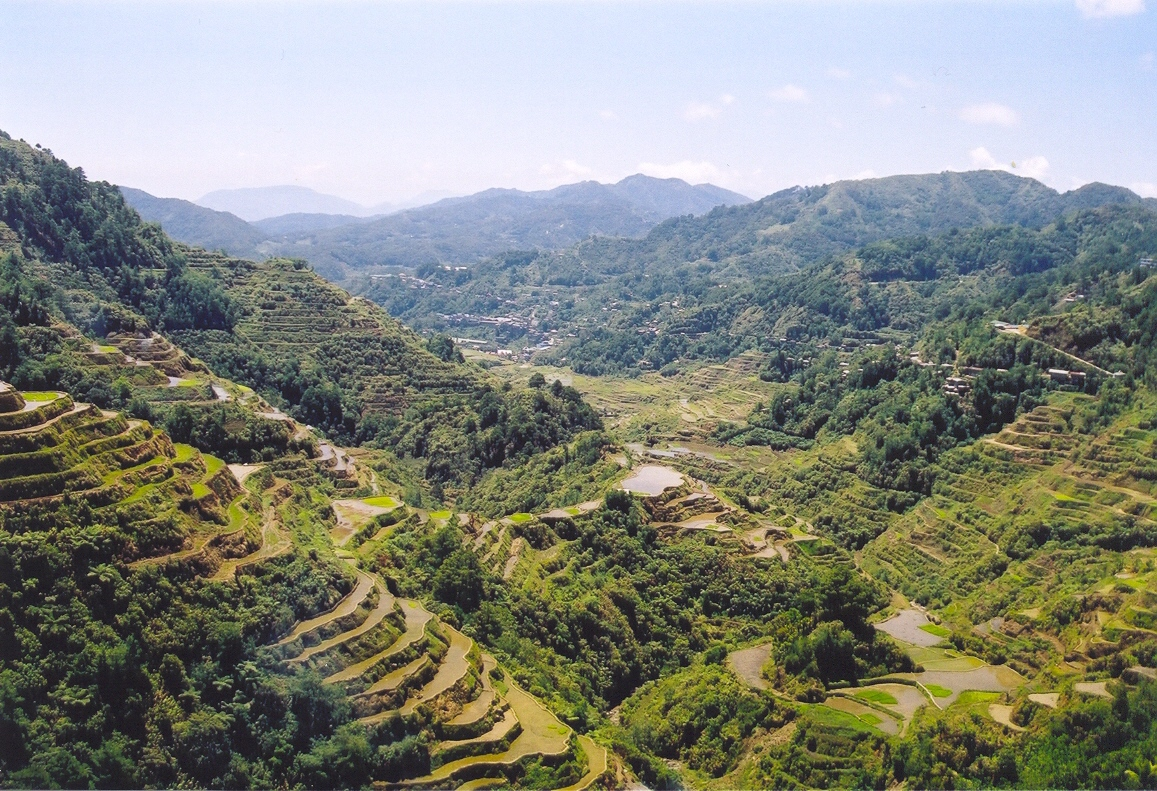
Il paesaggio dei Terrazzamenti di Banaue nelle Filippine, patrimonio dell'umanità

### Il paesaggio delle "bellezze storiche e naturali"
La concezione di paesaggio percettivo si è modificata nel corso del tempo, fino a giungere alla seguente definizione nell'anno 2000.
Nell'accezione di inizio secolo (codificata in Italia dalla L. 1497/1939 sulla "protezione delle bellezze naturali"), il paesaggio era legato a caratteri di bellezza e valore, esclusivi di porzioni determinate di territorio, legati a delimitati scorci e vedute panoramiche: le cosiddette "bellezze da cartolina". È comunque un'accezione piuttosto sentita ancora oggi, anche se piuttosto parziale e non corrispondente al reale meccanismo di produzione del senso di "paesaggio".
Precedentemente e successivamente il concetto ha avuto molte altre definizioni, legate comunque ad aspetti parziali del senso di "paesaggio percettivo", come ad esempio l'associazione col "pittoresco". Il senso di "paesaggio" è più vicino a quello di "territorio" (che ha un senso ben diverso) o all'accezione "scientifica" del termine (vedi punto seguente), in quanto viene ristretto al discorso della "sintesi del visibile del contesto naturale e delle attività" ed alla pura visione del mondo materiale.

### Civiltà paesaggistiche ed evoluzione storica del concetto di paesaggio
Il concetto di paesaggio nella cultura occidentale non è sempre esistito, è anzi piuttosto moderno. La sua evoluzione inoltre è strettamente interrelata con l'evoluzione del senso assegnato alla natura. 
Piuttosto importante la lettura di A. Berque in tal senso, che fa coincidere all'esistenza di civiltà paesaggistiche la nascita di una concezione di paesaggio. Perché una società sia paesaggistica devono essere soddisfatti i seguenti criteri:
- esistenza ed uso del paesaggio
- esistenza di una letteratura sui paesaggi e sulla loro bellezza
- esistenza di rappresentazioni pittoriche dei paesaggi
- esistenza di giardini

In base a queste considerazioni la prima società paesaggistica mondiale fu la Cina. Il mondo occidentale difatti almeno fino al '500 non possedeva contemporaneamente questi elementi.
Esistono comunque posizioni diverse sull'introduzione del concetto di paesaggio all'interno della società Occidentale. Una scuola di pensiero vorrebbe far coincidere tale introduzione con un brano del Petrarca, la Lettera in cima al Monte Ventoso, in cui compare una descrizione estetizzante della natura.

### La tutela giuridica del paesaggio
La legge n. 778 del 1922 fu la prima norma italiana a introdurre il "Diritto al paesaggio" e la sua tutela. Ne fu promotore Benedetto Croce, che aveva individuato tre rescritti del Regno delle Due Sicilie che anticipavano la nuova normativa. Nel primo rescritto del 19 luglio 1841 fu vietata la costruzione di edifici troppo alti in varie zone di Napoli, qualora riducessero l'amenità della veduta.

### La Convenzione Europea del Paesaggio
(Convenzione europea del paesaggio, versione ufficiale in inglese del Consiglio d'Europa, Articolo 1, traduzione non ufficiale)
La Convenzione europea del paesaggio ha introdotto in Europa un nuovo modo di considerare e gestire la dimensione paesaggistica del territorio, e si caratterizza per aver assegnato al paesaggio la qualità specifica di concetto giuridico autonomo.
Il paesaggio rappresenta un elemento chiave del benessere individuale e sociale, e la sua salvaguardia, la sua gestione e la sua progettazione comportano diritti e responsabilità per ciascun individuo. In questo senso è forse oggi possibile cominciare a parlare di diritto al paesaggio.
Il paesaggio configura la forma del paese, creata dall'azione cosciente e sistematica della comunità umana che vi è insediata, in modo intensivo o estensivo, nella città o nella campagna, che agisce sul suolo e che produce i segni della sua cultura.
La locuzione “paesaggio” non costituisce più l'equivalente semantico di “bellezze naturali”. Si è spostato l'accento dalla dimensione solo estetica del paesaggio al più esteso concetto di beni ambientali come beni culturali che interessano vaste porzioni del territorio nazionale. Inteso in tal senso, il paesaggio è un bene che va riconosciuto e tutelato giuridicamente. Concretamente, la tutela del paesaggio assurge a valore costituzionale primario, cui deve sottostare qualsiasi altro interesse inferente, e dovrebbe essere rivolta a conservarne e mantenerne gli aspetti significativi o caratteristici, in funzione del suo valore patrimoniale, derivante dalla sua configurazione naturale e dall'intervento umano.

### Paesaggio come carattere identitario
(da A.Giordano, Per codice di progetto del paesaggio, in Frames. Frammenti di architettura e paesaggio, 2006, Libreria Internazionale Cortina, Padova)
Attualmente si riconosce il paesaggio come bene culturale a carattere identitario, frutto della percezione della popolazione. Da questo punto di vista il paesaggio è un prodotto sociale e non rappresenta un bene statico, ma dinamico.
In base a queste caratteristiche, in quanto determinato dal carattere percettivo (almeno in base a questa accezione di paesaggio), il paesaggio è sempre relazionato all'azione dell'uomo. In particolar modo la percezione del paesaggio è frutto di un'interazione tra
- la soggettività umana
- i caratteri oggettivi dell'ambiente (antropico o naturale)
- i mediatori socio-culturali (legati al senso di identità riconosciuto da una società su un determinato tipo di ambiente. Ad esempio, per rendere più comprensibile: la società occidentale, o almeno parte di essa, si identifica nell'ambiente montano e lo considera come un paesaggio, meritevole di rappresentazione verosimile;  così non era nel Medioevo. In parte allo stesso modo per quanto riguarda il mare).

In questo senso il paesaggio non coincide con la realtà materiale (quindi con il territorio), in quanto l'azione dei mediatori socio-culturali e della soggettività umana determinano un effetto di produzione di senso. In altre parole: il paesaggio comprende sia la realtà, che l'apparenza della realtà. 
Da questo punto di vista il paesaggio è anche un potente linguaggio: non esiste un paesaggio senza rappresentazione di esso, ed è attraverso questo passaggio che la società manifesta le proprie aspirazioni e partecipa al processo di scambio (statico o dinamico) dei mediatori socio-culturali.
"Il paesaggio non è soltanto qualcosa da costruire o tutelare, ma [...] qualcosa da riconoscere, percepire, ascoltare e descrivere. [...] Il paesaggio è l'ipostasi della storia nel territorio. Ciò che è stato in etica, in estetica, in architettura, in filosofia, in progresso o decadenza, in carestia o abbondanza, in guerra o in pace, in storia o mito, in momenti di intensa religiosità o di agnosticismo, è scritto nel profilo paesaggistico e tutto interpretabile qualora la cultura, come un demiurgo, intervenga e soccorra per illuminazione"( da G. Andreotti, "Paesaggi culturali. Teoria e casi di studio", Milano, Unicopli, 1996).

## L'accezione scientifica

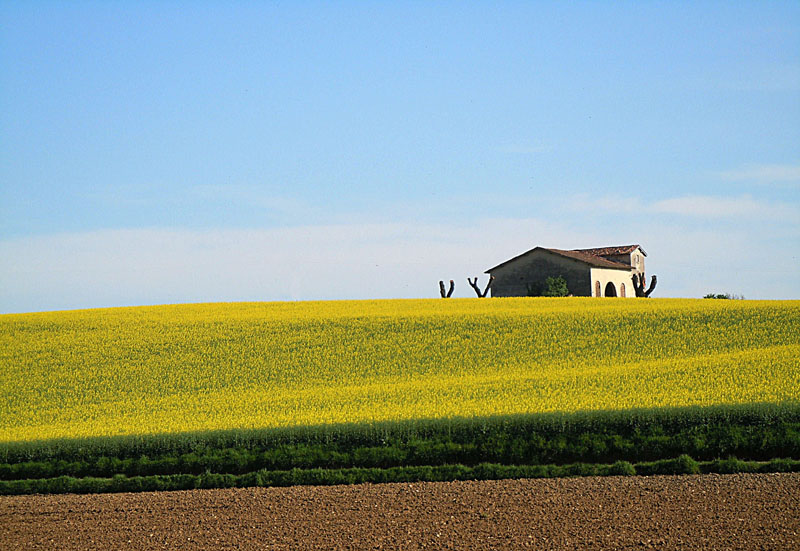
Le colline moreniche del Lago di Garda

Alla precedente definizione percettivo-formale ed estetica di paesaggio, che è la più diffusa, va per completezza affiancata (e non sostituita) la definizione scientifica derivante dalle scienze naturali. Essa studia e valuta il paesaggio in quanto oggetto in sé, e non come percezione di un soggetto esterno.
L'approssimazione scientifica al paesaggio, e la sua conseguente definizione, è assai poco conosciuta e condivisa, poiché viene impiegata nella stretta cerchia dei naturalisti e in particolare dagli ecologi del paesaggio, ma viene poi palesemente chiamata in causa quando dal registro teorico-descrittivo si passa a quello strettamente operativo, laddove, cioè, si richiedono studi e valutazioni facenti capo a discipline che indagano sulle diverse "componenti" del paesaggio medesimo: geologia, geomorfologia, botanica, ecologia, storia, urbanistica, ecc.
L'approccio scientifico ai problemi del paesaggio ed al paesaggio in quanto problema in se', nasce dagli studi di Alexander von Humboldt, che chiamò "paesaggi" degli insiemi di elementi naturali e umani comprendenti terre, acque, piante e animali, intuendo la presenza di una "logica" che ne sottendeva l'organizzazione, i legami reciproci ed il perenne divenire. Occorrerà attendere, però, la nascita dell'Ecologia del paesaggio (Carl Troll, 1939) ed i successivi studi, per avere delle formulazioni definenti più complete.
In questa sede se ne propongono alcuni esempi in ordine cronologico (alcune sono abbreviate):
- Brückner, 1898: "Il paesaggio, oltre che una sintesi, è un programma."
- Enciclopedia Sovietica, 1939: " Il paesaggio è una porzione naturalmente delimitata della superficie terrestre, le cui componenti naturali formano un insieme di interrelazioni e interdipendenze".
- Szava-Kovats, 1960: " Tutto ciò che v'è sull'involucro terrestre, tutto, nella sua esistenza e interferenza, costituisce il paesaggio".
- Sestini, 1963: "Il paesaggio è la complessa combinazione di oggetti e fenomeni legati fra loro da mutui rapporti funzionali, sì da costituire una unità organica".
- Valerio Giacomini, 1967-72: "Il paesaggio è una costellazione di ecosistemi. Esso coincide inoltre con il processo evolutivo della biosfera i cui significati intimi appartengono alle leggi naturali che governano il divenire vitale".
- Forman e Godron, 1986: "Un paesaggio è una parte eterogenea di una regione, composta da un'aggregazione di ecosistemi interagenti che si ripete in ogni punto con forme simili".  (riferita ai paesaggi zonali)
- Naveh, 1990 "Il paesaggio è un'unità ecologica e culturale, spaziale e temporale e, parafrasando Troll, è la complessiva entità spazio-temporale della sfera vitale dell'uomo".
- Ingegnoli, 1992: "Il paesaggio è un sistema di ecosistemi".
- Romani, 1994: "Il paesaggio è l'insieme eterogeneo di tutti gli elementi, i processi e le interrelazioni che costituiscono l'ecosfera, considerato nella sua struttura unitaria e differenziata, ecologico-sistemica e dinamica, che lo identifica con un processo evolutivo nel quale si integrano le attività della natura e quelle dell'uomo, nella loro dimensione storica, materiale, culturale e spirituale, nonché la visione e la percezione che hanno del P. sia il singolo che le collettività".

I più recenti studi di ecologia del paesaggio mettono in evidenza il fatto che la concezione scientifico-oggettiva e quella percettivo/estetica- soggettiva del paesaggio siano strettamente complementari e che la loro integrazione in una concezione unitaria è già iniziata grazie ai contributi di altre discipline coinvolte a pieno titolo nello studio del paesaggio: la teoria dei sistemi, la teoria della forma (Gestaltheorie), la teoria della percezione, la teoria dell'informazione e della comunicazione (Claude Shannon), la cibernetica (Norbert Wiener), la teoria della complessità (Ilya Prigogine et al.).

### Studio del paesaggio e strumenti di analisi

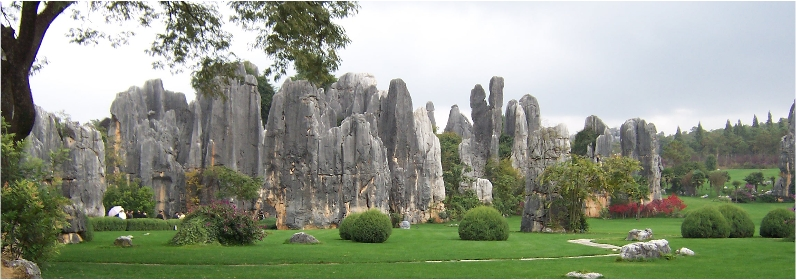
Il paesaggio carsico della Cina meridionale

Lo studio del paesaggio non può essere compartimentato all'interno di una disciplina specifica, ma deve presupporre un approccio olistico. Un approccio di studio al paesaggio deve necessariamente essere di tipo integrato, sia che si perseguano analisi sulla qualità percettiva del paesaggio, sia che si intendano perseguire analisi scientifiche sugli elementi ecologici, considerando tutti gli elementi (fisico-chimici, biologici e socio-culturali) come insiemi aperti e in continuo rapporto dinamico fra loro.
Si dovrà inoltre tenere conto della multidisciplinarità e della trasversalità dello studio, cercando di superare l'artificiosa compartimentazione fra le diverse discipline. Diversi possono essere gli strumenti adottati per lo studio del paesaggio, fra essi negli ultimi anni sta acquisendo sempre maggiore importanza l'utilizzo di banche dati georiferite basate su tecnologie GIS/SIT. Con tale strumento è possibile acquisire, archiviare ed elaborare dati relativi al paesaggio ricavando informazioni utili alla sua gestione integrata, finalizzata sia alla conservazione (o geoconservazione) che alla valorizzazione.

### Le analisi del paesaggio: caratteri e contenuti
Considerato quanto sin qui detto circa la "natura" del paesaggio, il suo studio deve comprendere una fase analitica (disaggregativa) e una fase di sintesi (riaggregativa). Le analisi della prima fase debbono essere necessariamente:
- Transdisciplinari, e non solo interdisciplinari.
- Sistemiche. Essendo il paesaggio un sistema, non si può eludere la Teoria dei sistemi viventi per studiarlo. Poiché però le analisi dei sistemi sono assai poco esperite e comunque assai complesse, nella prassi comune ci si può limitare ad analisi relazionali.
- Dinamiche. Essendo il paesaggio un processo evolutivo e non un'entità costante nel tempo, il suo studio deve partire dal passato e proiettarsi nel più attendibile futuro, almeno quello che le tendenze attuali suggeriscono.
- Valutative. Appare fondamentale, per qualunque uso si faccia delle analisi stesse, conoscere di un paesaggio almeno due parametri di valutazione: 
  - il Valore (rispetto a diversi criteri dipendenti dalle discipline secondo le quali si analizza)
  - la Vulnerabilità (rispetto a possibili interferenze). In assenza di una seppur minima valutazione rispetto a questi due parametri le analisi restano delle semplici "letture" non utilizzabili.

Date le numerose componenti del paesaggio, le precedenti analisi debbono essere condotte in seno alle diverse discipline che indagano le  "componenti" stesse. Ciò senza dimenticare l'unitarietà del paesaggio medesimo e le strette interazioni fra componenti. Tali discipline, coinvolte nello studio paesaggistico, sono, in prima approssimazione:
- Geografia umana
- Climatologia
- Idrologia e idrografia
- Geologia
- Geomorfologia
- Pedologia
- Botanica
- Zoologia
- Ecologia
- Antropologia
- Storia
- Sistema insediativo umano
- Agronomia
- Urbanistica
- Ecologia del paesaggio
- Economia
- Teoria della percezione
- Estetica
- Semiologia
- Psicologia ambientale
- Teoria e psicologia della forma
- Teoria dei sistemi
- Teoria dell'informazione e della comunicazione
- Cibernetica
- Teoria della complessità

Principali testi di riferimento: Farina A. Il paesaggio cognitivo, Angeli, Milano, 2006 - Romani V. Il paesaggio. Percorsi di studio, Angeli, Milano, 2008

### Il paesaggio e la scala di aggregazione della materia vivente
Quando nel 1935 l'inglese Tansley definì compiutamente l'ecosistema, ci si chiese se tale entità biologica costituisse il vertice della scala di aggregazione della materia vivente, o se vi fosse un'entità superiore e definitiva. In tale "scala" ogni entità è "maggiore", per struttura e funzioni, della semplice somma degli elementi del livello inferiore che la compongono. Fu appunto Carl Troll che, nel 1939, dall'esame di alcune serie storiche di foro aeree, notò che gli ecosistemi mostravano una tendenza ad aggregarsi in configurazioni unitarie (denominate principalmente Macchie, Isole e Corridoi). Ricordando la dizione di Alexander von Humboldt, Troll chiamò tali formazioni "paesaggi", e comprese che sarebbe occorsa una nuova disciplina per studiarne caratteri e proprietà: l'ecologia del paesaggio. Ma nel frattempo era scoppiata la guerra ed i suoi studi ripresero solo negli anni '50.
La scala di aggregazione della materia vivente poté quindi essere così completata (dall'elemento più semplice al più complesso):
- (protoplasma)
- Cellule
- Tessuti
- Organi
- Organismi - Individui
- Popolazioni
- Associazioni - Comunità
- Ecosistemi
- Paesaggi - suddivisibili in:
  - Paesaggi locali o zonali
  - Paesaggi regionali (nel senso di bio-regione)
  - Paesaggi continentali (o Biomi)
  - Paesaggio globale (o Ecosfera)

## Ambiti

### Nella geografia umana
Nell'ambito della lettura paesaggistica, la geografia umana privilegia gli aspetti culturali, simbolici ed emotivi. 
In quest'ottica, il paesaggio risulta percepito, inevitabilmente, attraverso modalità esclusive e personali: all'analisi oggettiva, dunque, è affiancato uno sguardo sul territorio del tutto individuale.
Le ricerche geografiche degli ultimi decenni del XX secolo hanno messo in luce l'impossibilità di definire in modo univoco il paesaggio: esistono più nozioni e tutte meritevoli d'attenzione.
È opportuno riconoscere la specificità di ogni approccio, per esaltarne la diversità, in quanto ciascuno consente di cogliere una delle tante facce del paesaggio. 
Di fronte alla varietà di definizioni, concetti e teorie maturate in seno a questo tema, diviene imprescindibile porre dei punti fermi: ossia, stabilire una compresenza di elementi oggettivi e soggettivi, affinché la lettura di un paesaggio risulti corretta e completa.
Testi di riferimento: Zerbi M.C., I paesaggi della geografia, Giappichelli, Torino, 1993. 
Andreotti G., "Riscontri di geografia culturale", Artimedia, 1994.

### Nell'arte

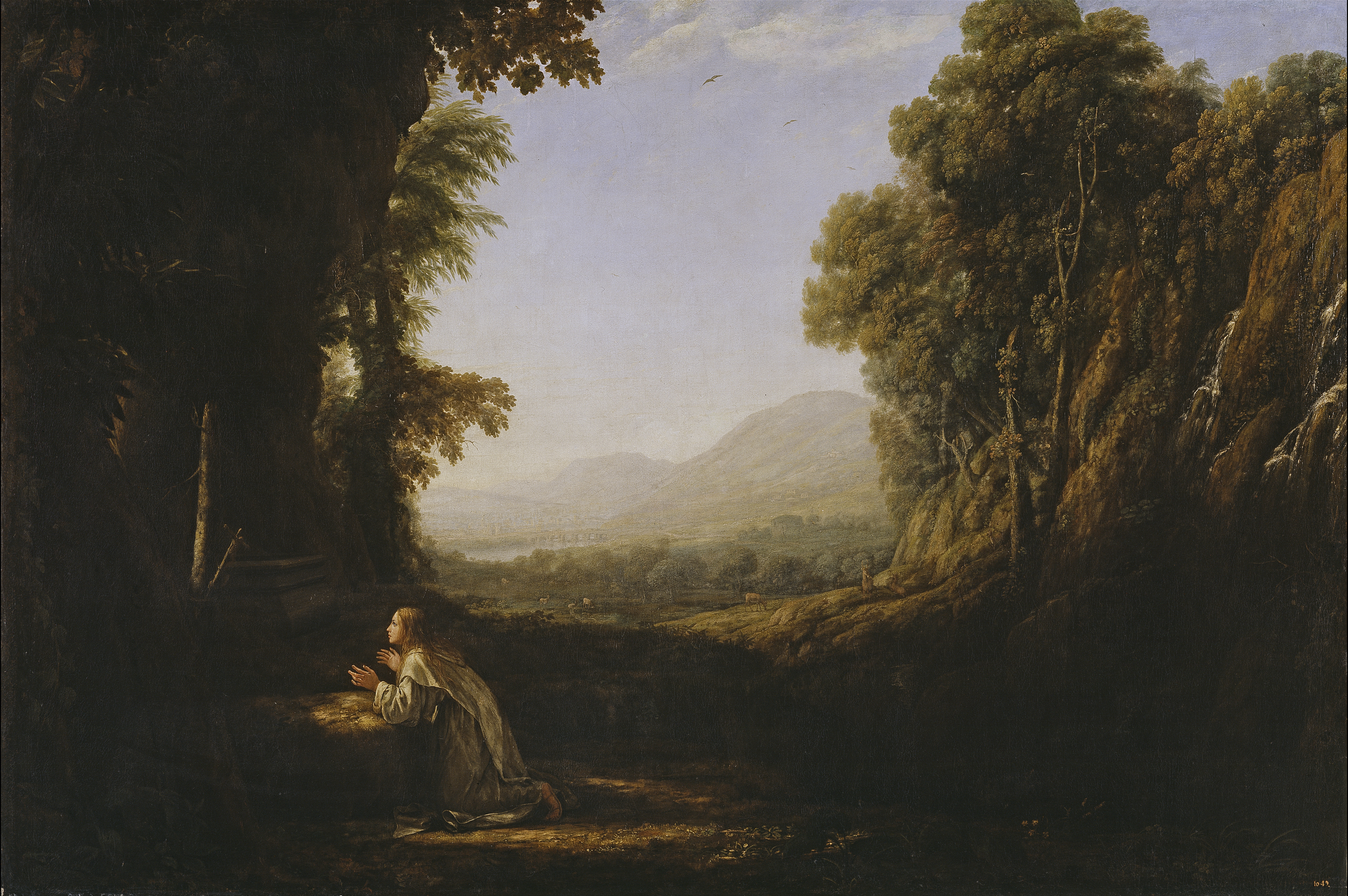
Claude Lorrain, Paesaggio con Maria de Cervellòn penitente (1637)

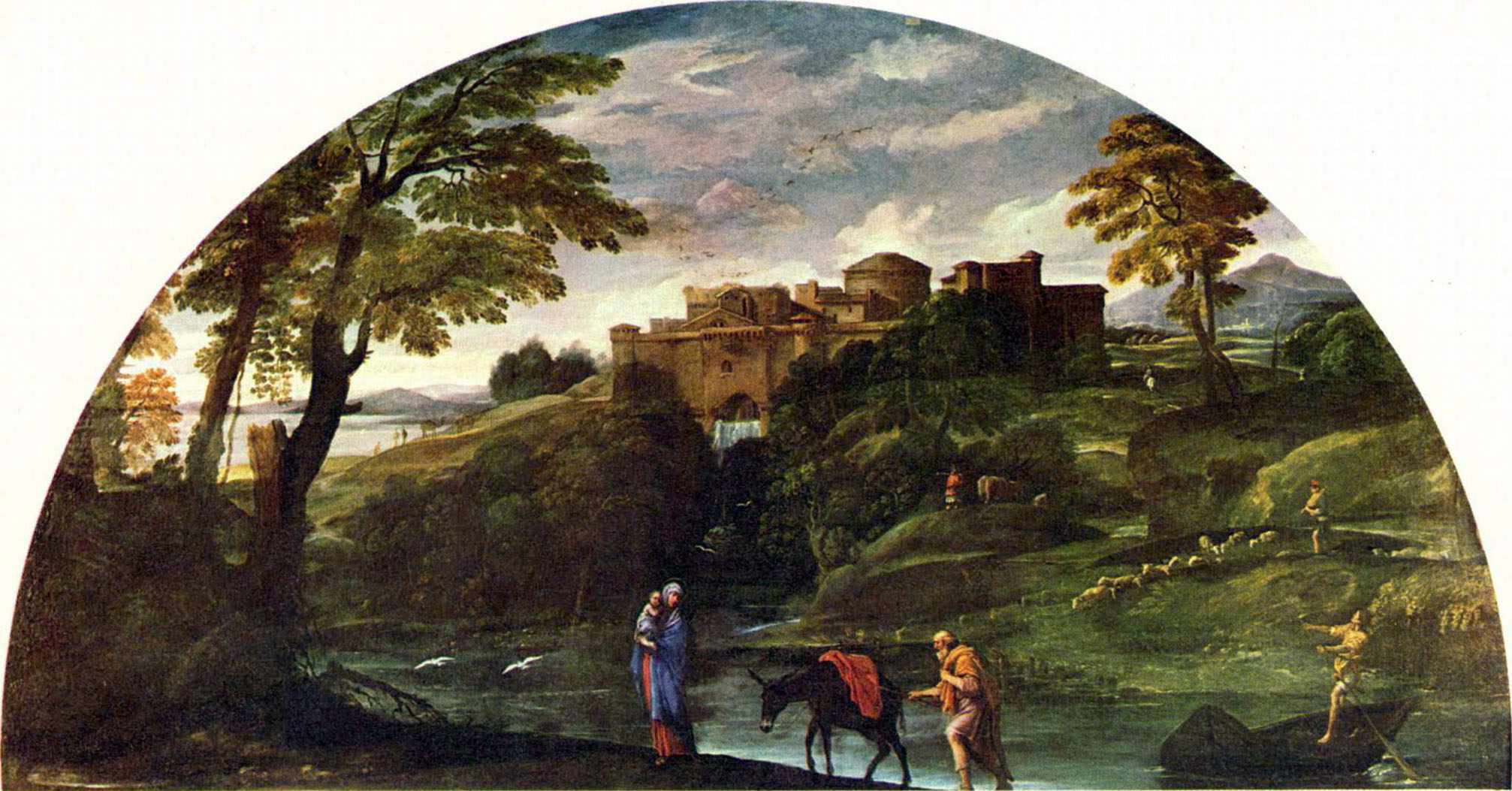
Annibale Carracci - Paesaggio con la fuga in Egitto, 1602-1604

Fino dall'arte bizantina i pittori e gli artisti in generale riservavano una parte delle loro opere alla descrizione dello spazio e del paesaggio in cui si svolgevano le azioni. Si trattava di accenni molto sintetici, e sempre legati a una particolare funzione descrittiva, non semplici decorazioni. Tra le rappresentazioni più famose del paesaggio nel medioevo c'è l'affresco dell'Allegoria ed Effetti del Buono e del Cattivo Governo, di Ambrogio Lorenzetti, dove però la vasta descrizione della città e della campagna è legata all'allegoria degli effetti che una saggia politica dei governanti può portare.
Soprattutto nelle grandi scene ad affresco gli artisti cominciarono gradualmente a dedicare una maggiore attenzione alla rappresentazione del paesaggio. In Italia solo con l'arrivo dell'influenza della miniatura francese e della pittura fiamminga si arrivò però a un salto di qualità, con gli scorci paesistici sempre più curati, in modo da evidenziare i soggetti in primo piano e rendere la composizione più monumentale, con il ricorso a scorci suggestivi e di ampio respiro.
La nascita del paesaggio come genere autonomo risale alla seconda metà del Quattrocento, quando Leonardo da Vinci datò un disegno sul paesaggio dell'Arno nel 1478. A questo isolato esempio seguì nel 1494 la serie di acquerelli di Dürer legati alla rappresentazione del paesaggio alpino durante il suo primo viaggio dalla Germania all'Italia. Nelle opere di Piero della Francesca si riscontrano altri scorci ed inserti di paesaggio che fanno da sfondo per la rappresentazione della figura umana collocata in primo piano. Con la Vergine delle Rocce e la Gioconda di Leonardo da Vinci, entra nella scena figurativa oltre il paesaggio anche la prospettiva aerea, l'atmosfera che si interpone tra il primo piano e lo sfondo, grazie all'uso dello sfumato leornadesco.
Nel 1508 Giorgione dipinge il quadro de La tempesta, ritenuto la prima rappresentazione di paesaggio per la presenza concomitante di natura, uomo, città e storia (rappresentata nel quadro dai resti archeologici).
Per assistere al debutto del paesaggio autonomo in pittura si dovette aspettare ancora qualche decennio. Il primo paesaggio noto come soggetto indipendente in pittura è il Paesaggio con un ponte di Albrecht Altdorfer, risalente al 1518 circa. Una tale rivoluzione non è però spiegabile senza la menzione della nuova percezione del mondo, ampliato nei confini, vasto e vario, dovuta al fiorente sviluppo, proprio nelle città tedesche, della cartografia, che registrava le scoperte geografiche nel Nuovo Mondo e nell'Oriente. La perfetta definizione pittorica del paesaggio classico si affida però unanimemente alla lunetta di Annibale Carracci raffigurante la fuga in Egitto del 1603. Con essa, nel ribaltamento delle proporzioni tra figura umana e sfondo e nel rinnovato sguardo sulla natura vista in modo più ideale e meno descrittivo, nasce ufficialmente la pittura di paesaggio che avrà eco e fortuna inizialmente con Poussin, Lorrain, Domenichino e Dughet per proseguire con una progressiva considerazione e importanza sino ai giorni nostri.

### Il paesaggio interiore
(Jorge Luis Borges)
(Paul Verlaine)
(Tratto da Il Danno di Josephine Hart)
«Il paesaggio è il riflesso degli stati d'animo dell'osservatore che lo modifica nell'immaginario psicologico» (Giuliana Andreotti, Paesaggi culturali, 1996, p. 51)
Il paesaggio interiore è il riflesso dello sguardo sul mondo di ogni singolo individuo: è una visione puramente soggettiva, legata indissolubilmente all'esistenza, ai ricordi e alle emozioni connesse ad un paesaggio.
Il paesaggio esterno, oggettivo e tangibile che appare ai nostri sensi è sempre mediato da un paesaggio interno, nascosto e mutevole.
Il nostro vissuto è plasmato dalla presenza costante di quel paesaggio, fatto di persone, di cose, di immaginari, sempre vivo nel dispiegarsi dell'esperienza. Il legame affettivo tra persone è certamente determinante ed irrinunciabile, ma lo è altrettanto quello con le entità significanti del proprio paesaggio: l'orizzonte del mare, l'odore di un quartiere, una strada particolarmente significativa.
L'indagine sul paesaggio interiore mira ad analizzare quei profondi legami che uniscono intimamente i luoghi alla personalità e al vissuto.
Il concetto di paesaggio interiore è traducibile col termine anglosassone Inscape, (punto di vista interno), usato per la prima volta dal poeta irlandese Gerard Manley Hopkins, per definire quel complesso di caratteristiche che conferiscono unicità ed esclusività ad un'esperienza individuale, risultando, così, differente da qualsiasi altra.
Testi di riferimento: Barbisio C.G., La rappresentazione del paesaggio, Tirrenia Stampatori, Torino, 1999; Lando F., (a cura di) Fatto e Finzione. Geografia e Letteratura, Etaslibri, Milano, 1993;
Andreotti G., Paesaggi culturali. Teoria e casi di studio, Unicopli, Milano, 1996: Andreotti G., Alle origini del paesaggio culturale. Aspetti di filologia e genealogia del paesaggio, Unicopli, Milano, 1998.